# تعطیلات در طبیعت
تعطیلات در طبیعت (به انگلیسی: Holiday in the Wild) یک فیلم سینمایی در ژانر کمدی رمانتیک آمریکایی محصول سال ۲۰۱۹ است، که توسط ارنی بارباراش کارگردانی شده‌است. بازیگران اصلی فیلم راب لاو و کریستین دیویس می‌باشند.

## تولید
در ماه مه ۲۰۱۸ گزارش شد که ارنی بارباراش این فیلم را برای کمپانی نت فلیکس» از فیلمنامه نیل دبروفسکی و تایپی دوبروفسکی کارگردانی می‌کند. راب لاو و کریستین دیویس بازیگران اصلی هستند. فیلمبرداری دردراکنزبرگ، و در مجموعه در داخل و اطراف کیپ تاون برگزار انجام شد.
فیلمبرداری اصلی در ژوئن ۲۰۱۸ آغاز شد.